# Emil Christensen
Pour les articles homonymes, voir Christensen.
Emil Christensen (né en 1984 à Stockholm), connu sous le surnom de HeatoN, était un joueur professionnel de Counter-Strike. Il est considéré comme l'un des meilleurs joueurs de Counter-Strike au monde, connu pour sa maîtrise du spray, qui consiste à tirer en continu tout en restant très précis. Aujourd'hui retraité, Emil Christensen est devenu le manager de la structure NIP d'une équipe. Son pseudo vient d'une marque d'équipement qu'il utilisait quand il pratiquait le hockey sur glace.

## Carrière
Christensen arrive chez Ninjas in Pyjamas en 2001 avec qui il a gagné la Cyberathlete Professional League cette année-là. Lui et les autres joueurs de NiP voulaient créer la succession de SK Sweden, une des équipes les plus célèbres dans l'histoire du sport électronique. HeatoN était le leader des SK aux World Cyber Games en 2003 et les amena à la 4e place en 2004.
HeatoN fut nommé pour le titre du meilleur joueur de Counter-Strike de l'année 2004, au côté de son coéquipier de chez SK, Potti. C'est d'ailleurs ce dernier qui fut choisi. Il a été sélectionné pour la Global Gaming League European Counter-Strike All-Star en 2005.
Au début de 2005 les joueurs composants de SK Gaming choisirent de ne pas renouveler leurs contrats avec SK et reformèrent NiP.
Certains joueurs des NiP sont revenus chez SK Gaming mais HeatoN continua la compétition avec la structure NIP.
Emil Christensen et les autres membres des NiP ont assisté à la création du casque SteelSound 5H (USB) Steel Series.

## Équipes
HeatoN a joué dans les équipes suivantes :
- 2001 – 2002: Ninjas in Pyjamas
- 2002 – 2004: SK Gaming
- 2005 – 2007: Ninjas in Pyjamas
- 2012 – Aujourd'hui: Ninjas in Pyjamas (Manager)